# 伊藤健治
伊藤 健治（いとう けんじ、1951年4月1日 - 2023年10月10日）は、熊本県出身のアマチュア野球選手（捕手）、野球指導者。

## 来歴・人物
熊本県下益城郡豊野町（現在の宇城市）出身。九州学院高等学校を経て、八幡大学（現：九州国際大学）法経学部に進学し、卒業後社会人野球の門司鉄道管理局のチームでプレーした。
門司鉄道管理局でコーチ、監督を務め、JR九州初代監督も務めた。
1992年から2022年までに九州国際大学硬式野球部の監督を務め、23回のリーグ優勝を果たした。
2001年の第30回日米大学野球選手権の日本代表のコーチも務めた。
2023年10月10日、心筋梗塞のため北九州市内の病院で死去、72歳没。